# Rivière Matamec
Ne doit pas être confondu avec la rivière Matamek située environ 100 km plus à l'est
La rivière Matamec est une rivière canadienne située sur la Côte-Nord dans l'est du Québec. Elle prend sa source d'un lac non identifié à 10 kilomètres au nord-est du lac Cacaoni et se jette dans la baie de Moisie dans l'Estuaire du Saint-Laurent. Son nom est d'origine Innue et signifie « à la truite ». La rivière est d'ailleurs très poissonneuse.